# Arcanum: Of Steamworks and Magick Obscura
Arcanum: Of Steamworks and Magick Obscura računalna je RPG iz 2001 smještena u fantasy svijet kojemu se dogodila industrijska revolucija. Igru je razvila Troika Games, a za distribuciju je bila zadužena Sierra Entertainment. Izdana je u Sjevernoj Americi i Europi u kolovozu 2001 za Microsoft Windows. Debitirala je na četvrtoj poziciji NPD listi najprodavanijih igara i najbolje je prodan Troikin naslov s više od 234 000 prodanih primjeraka te s prihodom od 8,8 milijuna američkih dolara
Radnja se odvija na kontinentu Arcanum, koji unatoč početnim postavkama fantasy žandra upravo prolazi kroz industrijsku revoluciju. Priča počinje padom cepelina IFS Zephyr kojega je protagonist jedini preživjeli u potrazi za odgovorima. Igra je u izometričnoj perspektivi i ima otvoreni svijet u kojem protagonist može putovati nesmetano.

## Gameplay
Gameplay se u Arcanumu sastoji od putovanja kroz svijet igre, obilazaka objekata i interakciju s lokalnim stanovništvom, obično u realnom vremenu. Povremeno stanovnici zahtijevaju igračevu pomoć u različitim zadaćama koje igrač može izabrati da riješi kako bi stekao iskustvo, novac ili nove sljedbenike. Mnoge zadaće nude više različitih mogućnosti rješavanja ovisno o igračevu stilu igranja. Te mogućnosti se mogu sastojati od borbe, uvjeravanja, krađa ili podmićivanja. U konačnici, igrači će se susresti s neprijateljskim protivnicima (ako takvi susreti nisu izbjegnuti korištenjem skrivanja ili diplomacije) u kojem slučaju igrač sudjeluje u borbi koja može biti na poteze ili u stvarnom vremenu.

## Vanjske poveznice
- Arcanum ocjena
- Arcanum recenzija s IGN.com